# Wereldbeker schaatsen 2019/2020 - Wereldbeker 3
De Wereldbeker schaatsen 2019/2020 Wereldbeker 3 was de derde wedstrijd van het wereldbekerseizoen die van 6 tot en met 8 december 2019 plaatsvond in het Sportpaleis Alau in Nur-Sultan (voorheen Astana), Kazachstan.

## Tijdschema
| Datum               | Onderdeel                                                                             |
| ------------------- | ------------------------------------------------------------------------------------- |
| Vrijdag 6 december  | 1000 m vrouwen 500 m mannen 5000 m vrouwen Teamsprint mannen Teamsprint vrouwen       |
| Zaterdag 7 december | 500 m vrouwen 1000 m mannen 10.000 m mannen                                           |
| Zondag 8 december   | 1500 m vrouwen 1500 m mannen Ploegenachtervolging vrouwen Ploegenachtervolging mannen |

## Podia

### Mannen
| Wedstrijd            | Goud                                                      | Tijd       | Zilver                                                                | Tijd     | Brons                                                      | Tijd     |
| 500 m                | Viktor Moesjtakov Rusland                                 | 34,63      | Roeslan Moerasjov Rusland                                             | 34,64    | Alex Boisvert-Lacroix Canada                               | 34.73    |
| 1000 m               | Thomas Krol Nederland                                     | 1.08,42 BR | Kjeld Nuis Nederland                                                  | 1.08,53  | Kai Verbij Nederland                                       | 1.08,81  |
| 1500 m               | Ning Zhongyan China                                       | 1.44,91 BR | Patrick Roest Nederland                                               | 1.45,08  | Kjeld Nuis Nederland                                       | 1.45,21  |
| 10.000 m             | Patrick Roest Nederland                                   | 12.59,44   | Danila Semerikov Rusland                                              | 13.02,43 | Graeme Fish Canada                                         | 13.04,25 |
| Teamsprint           | Nederland Thomas Krol Ronald Mulder Kai Verbij            | 1.19,95    | Noorwegen Odin By Farstad Håvard Holmefjord Lorentzen Bjørn Magnussen | 1.20,30  | Zwitserland Oliver Grob Christian Oberbichler Livio Wenger | 1.22,16  |
| Ploegenachtervolging | Italië Andrea Giovannini Michele Malfatti Nicola Tumolero | 3.46,31    | Canada Jordan Belchos Ted-Jan Bloemen Graeme Fish                     | 3.47,66  | Rusland Daniil Aldosjkin Danila Semerikov Roeslan Zacharov | 3.48,26  |

### Vrouwen
| Wedstrijd            | Goud                                                     | Tijd       | Zilver                                                       | Tijd    | Brons                                                           | Tijd    |
| 500 m                | Angelina Golikova Rusland                                | 37,58      | Daria Katsjanova Rusland                                     | 37,60   | Nao Kodaira Japan                                               | 37,72   |
| 1000 m               | Brittany Bowe Verenigde Staten                           | 1.14,28    | Daria Katsjanova Rusland                                     | 1.14,75 | Olga Fatkoelina Rusland                                         | 1.15,09 |
| 1500 m               | Ivanie Blondin Canada                                    | 1.55,59    | Ireen Wüst Nederland                                         | 1.55,88 | Brittany Bowe Verenigde Staten                                  | 1.55,96 |
| 5000 m               | Ivanie Blondin Canada                                    | 6.54,94 BR | Martina Sáblíková Tsjechië                                   | 6.54,99 | Isabelle Weidemann Canada                                       | 6.55,80 |
| Teamsprint           | Nederland Letitia de Jong Michelle de Jong Jutta Leerdam | 1.27,95    | Rusland Angelina Golikova Daria Katsjanova Irina Koeznetsova | 1.29,70 | Polen Karolina Bosiek Andżelika Wójcik Kaja Ziomek              | 1.30,09 |
| Ploegenachtervolging | Canada Ivanie Blondin Valérie Maltais Isabelle Weidemann | 3.00,24    | Nederland Antoinette de Jong Melissa Wijfje Ireen Wüst       | 3.00,35 | Rusland Jelizaveta Kazelina Jevgenia Lalenkova Natalja Voronina | 3.04,34 |